# Siruma
Siruma ist eine philippinische Stadtgemeinde in der Provinz Camarines Sur. Sie hat 17.764 Einwohner (Zensus 1. August 2015).

## Baranggays
Siruma ist politisch in 22 Baranggays unterteilt.
| - Bagong Sirang - Bahao - Boboan - Butawanan - Cabugao - Fundado - Homestead - La Purisima - Mabuhay - Malaconini - Nalayahan | - Matandang Siruma - Pinitan - Poblacion - Pamintan-Bantilan - Salvacion - San Andres - San Ramon (Daldagon) - Sulpa - Tandoc - Tongo-Bantigue - Vito |